# Montferratské vévodství
Montferratské vévodství (italsky Ducato del Monferrato) či Vévodství Montferrat byl stát Svaté říše římské v oblasti stejnojmenného území nazývaného Montferrat (italsky Montferrato) na severozápadě Itálie v Piemontu. 

## Historie
Od roku 1536 až 1566 bylo Montferratské markrabství v držení rodu Gonzagů z Mantovy a po vymření hlavní větve byla část území připojena k Savojsku (1631), zbytek k Mantově. V rámci Savojska byl Montferrat roku 1574 povýšen na vévodství a roku 1703 se Savojsko zmocnilo zbývajícího území. V jeho rámci se roku 1720 stal Montferrat součástí Sardinského království, s nímž sdílel osudy i po postoupení Savojska Francii (1860) až k vytvoření Italského království. Dnes je území součástí kraje Piemonte.